# Рот, Владимир Карлович
Владимир Карлович Рот (1848, Орëл — 1916, Москва) — русский невропатолог и меценат, заслуженный профессор Московского университета.
Впервые описал клинику невралгии наружного кожного нерва бедра (болезнь Рота-Бернгардта). Один из создателей российской научной школы невропатологов. Инициатор создания в России общественных санаториев для нервнобольных.

## Биография

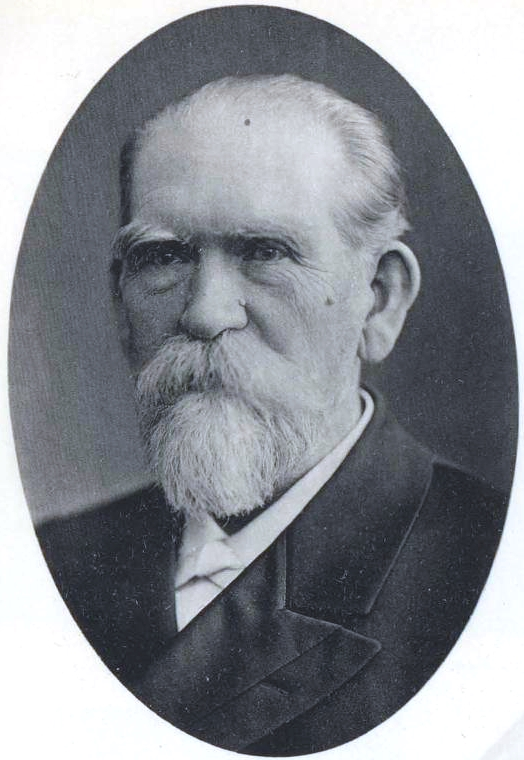
В. К. Рот, 1911

Сын провизора, выходца из Швеции. Окончил Орловскую гимназию с золотой медалью. Затем учился на медицинском факультете Московского университета, который окончил в 1871 году лекарем с отличием и золотой медалью за сочинение «О желтухе». Был оставлен при университете; работал в лаборатории А. И. Бабухина и с 1873 года — в клинике А. Я. Кожевникова. В 1874—1876 годах состоял сверхштатным ординатором клиники нервных болезней.
В 1877—1879 годах стажировался за границей. Работал в клиниках и лабораториях Парижа — у Ж. Шарко, А. Вульпиана, Маньяна, Ранвье, К. Бернара, Брока и др.; Берлина — у Р. Вирхова, Фрерихса, Лейдена, К. Вестфаля и др.: Вены — у Мейнерта, Оберштейнера, Бенедикта, Розенталя и др.
В 1881—1890 годах был заведующий нервным отделением Старо-Екатерининской больницы, при которой по его инициативе было открыто первое городское нервное отделение и медицинское училище для фельдшериц. С 1885 года в качестве приват-доцента читал лекции студентам Московского университета. В 1890—1895 годах был ассистентом клиники нервных болезней Московского университета. В июле 1894 года стал доктором медицины (honoris causa) за монографию о мышечной сухотке.
С 1895 года — сверхштатный экстраординарный профессор (с 1900 — в штате), с 1902 года — ординарный профессор кафедры нервных и душевных болезней Московского университета. Заслуженный профессор Московского университета с 1910 года. После смерти Кожевникова, в 1903 году занял место директора нервной клиники университета. Среди его учеников — Е. К. Сепп, В. К. Хорошко, С. А. Чучугов, В. В. Дехтерев, М. С. Доброхотов, А. И. Гейманович, П. А. Преображенский, В. В. Крамер.
В 1911 году оставил Московский университет в связи с делом Кассо и занимался частной практикой.
Меценат. На собранные им средства в 1909—1911 гг. был построен Неврологический институт имени А. Я. Кожевникова. С 1895 года был гласным Московской городской думы.
Не был утверждён председателем попечительского совета городского народного университета имени А. Л. Шанявского, что привело его к тяжёлому заболеванию с инсультом в 1912 году. Умер в Москве 6 (19) января 1916 года после второго инсульта. Похоронен на Ваганьковском кладбище (20 уч.). Могила не сохранилась.

## Научная деятельность
Научные труды В. К. Рота посвящены заболеваниям мышц спинного мозга, в частности, проблемам мышечных атрофии, сирингомиелии, отличительным признакам органических и функциональных параличей, спинномозгового глиоматоза, бокового амиотрофического склероза, микседеме, диагностике гемиплегий, организации неврологической службы и др. Он впервые описал клинику невралгии наружного кожного нерва бедра: болезнь Рота-Бернгардта (Bernhardt-Roth syndrome), заболевание, характеризующееся онемением или болью в верхней части бедра.
Принимал вместе с профессором Кожевниковым и Корсаковым деятельное участие в основании и деятельности Московского общества невропатологов и психиатров в 1890 году, был заместителем председателя общества с самого его основания общества, один из организаторов проведения XII Международного съезда врачей в Москве (1897) и редактировал «Comptes rendus du XII Congres International de Medicine», принимал участие в создании Народного университета имени А. Л. Шанявского (1905—1908).

## Избранные труды
В. К. Рот — автор свыше 30 работ на русском и иностранных языках. В их числе:
- «Note sur les effets physiologiques du venin de la salamandre terrestre» (в «Mémoires de la Société de Biologie de Paris», 1877 и «Gazette médicale de Paris» № 39, 1877),
- «Sur les expériences relatives a la pathogenie des paraplégies réflexes de M.Feinberg» (там же),
- «Gliome diffus de la moelle Syringomyelie, artophie musculaire» (в «Archives de Physiologie etc. publiées par Mm. Brown-Sequard, Charcot et Vulpian», 2 серия, 1878),
- «Über das Verhalten der Muskelkerne bei progressiver Muskelatrophie und amyotrophischen Lahmungen» («Erlenmeyer’s Centralblatt etc.», 1879, № 14),
- «Contribution à l’étude anatomo-patologique de l’atrophie musculaire progressive» («Comptes rendus de la Société de Biologie de Paris», 1887),
- «Носографический обзор прогрессивных мышечных атрофий» и «К симптоматологии спинно-мозгового глиоматоза» («Труды II Съезда Общества Русских Врачей», 1887),
- «Contribution à l’étude symptomatologique de la gliomatose médullaire» («Archives de Neurologie», 1887 — 89),
- «Un Nouveau Thermoestesiometre» («Progrès médical», 1889),
- «Патогенез мышечных атрофий» и «О патогенезе прогрессивной мышечной атрофии» (в «Трудах IV съезда Общества Русских Врачей», 1891),
- «Meralgia paraesthetica» («Медицинское Обозрение», 1895 и отдельно Берлин, 1895).
- Мышечная сухотка. — М.: т-во тип. А. И. Мамонтова, 1895.
- Über das Vorkommen der Stauungspapille bei Hirntumoren. — Jena, 1897

Им были также написаны:
- С. С. Корсаков. Биографический очерк, 1901
- Алексей Яковлевич Кожевников. Некролог. — М.: типо-лит. И. Н. Кушнерев и К°, 1902. — [2], 32 с.